# Lijst van schutterijen in Limburg (België)
In de provincie Limburg in België zijn er tientallen schutterijen actief. Een aantal van de schutterijen zijn verenigd in bonden:
- 17 bij de Bond van Schutterijen Maas en Kempen
- 2 bij de Schuttersbond Maasvallei
- 4 bij VZW De Lommelse Schuttersgilden
- 6 bij het Genker Verbond

| Naam schutterij                                                  | Patroonheilige                  | Plaats                | Gemeente       | Bond                                                    |
| ---------------------------------------------------------------- | ------------------------------- | --------------------- | -------------- | ------------------------------------------------------- |
| Schutterij St. Elisabeth Stokkem                                 | Sint-Elisabeth                  | Stokkem               | Dilsen-Stokkem | Schuttersbond Maasvallei                                |
| Kon. Gilde St. Sebastiaan Lommel                                 | Sint-Sebastiaan                 | Lommel                | Lommel         | VZW De Lommelse Schuttersgilden                         |
| Schutterij St. Martinus St. Martensvoeren                        | Sint-Martinus                   | Sint-Martens-Voeren   | Voeren         | Schuttersbond Berg en Dal                               |
| Schutterij St. Hubertus Manestraat                               | Sint-Hubertus                   | Manestraat            | Kinrooi        | Bond van Schutterijen Maas en Kempen                    |
| Schutterij St. Martinus Dilsen                                   | Sint-Martinus                   | Dilsen                | Dilsen-Stokkem | Schuttersbond Maasvallei                                |
| Schutterij St. Sebastiaan Dorne                                  | Sint-Sebastiaan                 | Dorne                 | Maaseik        | Bond van Schutterijen Maas en Kempen Rustend sinds 2022 |
| Schutterij St. Amandus Opglabbeek                                | Sint-Amandus                    | Opglabbeek            | Oudsbergen     | Bond van Schutterijen Maas en Kempen                    |
| Schutterij St. Lambertus Louwel                                  | Sint-Lambertus                  | Louwel                | Oudsbergen     | Bond van Schutterijen Maas en Kempen                    |
| Schutterij St. Mon & St. Gondulphus 1 Maasmechelen               | Sint-Monulfus en Sint-Gondulfus | Maasmechelen          | Maasmechelen   | Schuttersbond Maasvallei                                |
| Schutterij St. Martinus Niel bij As                              | Sint-Martinus                   | Niel-bij-As           | As             | Bond van Schutterijen Maas en Kempen                    |
| Schutterij St. Pieter Elen                                       | Sint-Pieter                     | Elen                  | Dilsen-Stokkem | Bond van Schutterijen Maas en Kempen                    |
| Schutterij St. Sebastiaan St. Huibrechts-Lille                   | Sint-Sebastiaan                 | Sint-Huibrechts-Lille | Pelt           | Bond van Schutterijen Maas en Kempen                    |
| Schutterij St. Servatius Raam                                    | Sint-Servatius                  | Raam                  | Kinrooi        | Bond van Schutterijen Maas en Kempen                    |
| Schutterij St. Catharina Beek                                    | Sint-Catharina                  | Beek                  | Bree           | Bond van Schutterijen Maas en Kempen                    |
| Schutterij St. Sebastiaan Grote Brogel                           | Sint-Sebastiaan                 | Grote-Brogel          | Peer           | Bond van Schutterijen Maas en Kempen                    |
| Schutterij St. Laurentius Meeswijk                               | Sint-Laurentius                 | Meeswijk              | Maasmechelen   | Schuttersbond Maasvallei                                |
| Schutterij St. Laurentius Bocholt                                | Sint-Laurentius                 | Bocholt               | Bocholt        | Bond van Schutterijen Maas en Kempen                    |
| Schutterij St. Martinus Grootbeersel                             | Sint-Martinus                   | Grootbeersel          | Kinrooi        | Bond van Schutterijen Maas en Kempen                    |
| Schutterij St. Mon. & St. Gondulphus Rotem                       | Sint-Monulfus en Sint-Gondulfus | Rotem                 | Dilsen-Stokkem | Bond van Schutterijen Maas en Kempen                    |
| Schutterij St. Joris Kaulille                                    | Sint-Joris                      | Kaulille              | Bocholt        | Bond van Schutterijen Maas en Kempen                    |
| Schutterij Breydelzonen Kessenich                                |                                 | Kessenich             | Kinrooi        | Bond van Schutterijen Maas en Kempen                    |
| Schutterij St. Martinus Kessenich                                | Sint-Martinus                   | Kessenich             | Kinrooi        | Bond van Schutterijen Maas en Kempen                    |
| Schutterij St. Sebastiaan As                                     | Sint-Sebastiaan                 | As                    | As             | Bond van Schutterijen Maas en Kempen                    |
| Schutterij St. Dionysius Opoeteren                               | Sint-Dionysius                  | Opoeteren             | Maaseik        | Bond van Schutterijen Maas en Kempen                    |
| Schutterij St. Jozef-gilde Lommel                                | Sint-Jozef                      | Lommel                | Lommel         | VZW De Lommelse Schuttersgilden                         |
| Schutterij St. Harlindis & Relindis Ellikom                      | Sint-Harlindis en Sint-Relindis | Ellikom               | Oudsbergen     | Bond van Schutterijen Maas en Kempen                    |
| Schutterij St. Lambertus Molenbeersel                            | Sint-Lambertus                  | Molenbeersel          | Kinrooi        | Bond van Schutterijen Maas en Kempen Rustend sinds 2022 |
| Schutterij St. Pieter Leut                                       | Sint-Pieter                     | Leut                  | Maasmechelen   | Schuttersbond Maasvallei                                |
| Koninklijke Gilde St. Ambrosius Lommel                           | Sint Ambrosius                  | Lommel                | Lommel         | VZW De Lommelse Schuttersgilden                         |
| Schuttersgilde St. Barbara Winterslag (1956)                     |                                 | Genk                  | Genk           | Verbond Zand- en Leemstreek                             |
| Schuttersgilde St. Hubertus Hemmen                               |                                 | Lummen                | Zonhoven       | Verbond Lummen                                          |
| Koninklijke Schuttersgilde De Eendracht Gelieren (1525)          |                                 | Genk                  | Genk           | Verbond Zand- en Leemstreek                             |
| Koninklijke Schuttersgilde St. Antonius Congo-Bockrijck (1927)   | Sint-Antonius                   | Genk                  | Genk           | Verbond Lummen                                          |
| Koningklijke Schuttersgilde St. Jozef Oud-Winterslag (1648-1955) | Sint-Jozef                      | Genk                  | Genk           | Verbond Lummen                                          |
| Koninklijke Booggilde De Edele Handboog Waterschei (1924)        |                                 | Genk                  | Genk           |                                                         |
| Schutterij St. Anna Opglabbeek                                   | Sint-Anna                       | Opglabbeek            | Oudsbergen     | (voormalig?) Bond van Schutterijen Maas en Kempen       |
| Schutterij St. Trudo Opitter                                     | Trudo                           | Opitter               | Bree           | (voormalig?) Bond van Schutterijen Maas en Kempen       |
| Schutterij St. Anna Achel                                        | Sint-Anna                       | Achel                 | Hamont-Achel   | VZW De Lommelse Schuttersgilden                         |

## Opgeheven schutterijen
| Naam schutterij                                    | Patroonheilige                  | Plaats       | Gemeente     | Bond                                                             |
| -------------------------------------------------- | ------------------------------- | ------------ | ------------ | ---------------------------------------------------------------- |
| Schutterij St. Anna Voorshoven                     | Sint-Anna                       | Voorshoven   | Maaseik      | Bond van Schutterijen Maas en Kempen                             |
| Schutterij St. Mon & St. Gondulphus 2 Maasmechelen | Sint-Monulfus en Sint-Gondulfus | Maasmechelen | Maasmechelen | Rustend 2014 Bond van Schutterijen Maas en Kempen                |
| Schutterij St. Martinus Kinrooi                    | Sint-Martinus                   | Kinrooi      | Kinrooi      | Opgehouden met bestaan 2024 Bond van Schutterijen Maas en Kempen |
| Schutterij St. Ambrosius Kinrooi                   | Sint-Ambrosius                  | Kinrooi      | Kinrooi      | Bond van Schutterijen Maas en Kempen                             |
| Schutterij Sint Catharina Neeroeteren              | Sint Catharina                  | Neeoeteren   | Maaseik      | Opgehouden met bestaan 1992 Bond van Schutterijen Maas en Kempen |